# Andrés de Oviedo
D. Andrés de Oviedo S.J. (1517 — 9 de julho de 1577), foi um bispo jesuíta hispano-português, Patriarca da Etiópia.

## Biografia
Em 19 de junho de 1541, estando em Roma, ingressou na Companhia de Jesus, nove meses depois de aprovada pelo Papa Paulo III. No outono de 1541 viajou a Paris, em cuja universidade estudou teologia; seus estudos foram interrompidos pela guerra entre França e Espanha, de maneira que teve que continuar em Lovaina, terminando-os em 1544. Foi patriarca-coadjutor da Etiópia, trabalhando com o Patriarca João Nunes Barreto na missão apostólica que patrocinaram João III de Portugal e Santo Inácio de Loyola. Quando morreu Nunes, o sucedeu no patriarcado.